# Міжнародний жест
Міжнаро́дний жест (МЖ) (англ. International Sign (IS)) або жестуно (англ. Gestuno — система жестомовної комунікації глухих, що використовується в різних сферах, зокрема на міжнародних заходах, таких як наради, семінари, конгреси та з'їзди Всесвітньої федерації глухих (WFD), Всесвітньої асоціації перекладачів жестової мови (WASLI), Європейського форуму перекладачів жестової мови (efsli), Європейського союзу глухих (EUD), на Дефлімпійських іграх та інших міжнародних спортивних змаганнях серед глухих, в неофіційній сфері спілкування глухих під час подорожей тощо. Ця система може розглядатися як піджинізована форма жестових мов, в порівнянні з природними жестовими мовами менш складна, та така, що має обмежену лексику.

## Назва
Найпоширеніше використовувана назва системи — міжнародний жест (англ. International Sign (IS)), хоча іноді цю систему можуть називати Жестуно (англ. Gestuno) або Міжнародна жестова мова (англ. International Sign Language (ISL)), Міжнародний жестовий піджин (англ. International Sign Pidgin) . Термін «міжнародний жест» використовується Всесвітньою федерацією глухих та іншими міжнародними організаціями.

## Історія
У 1951 році з'явилася Всесвітньої федерація глухих (WFD), саме тоді учасники першого Світового конгресу глухих вирішили стандартизувати жестові мови. Необхідність такого своєрідного «жестового есперанто» викликана тим, що в роботі конгресів, конференцій, симпозіумів з проблем глухоти разом із чуючими учасниками та іншими фахівцями беруть участь представники з числа глухих з різних країн світу.
За дорученням бюро ВФГ група експертів («Комітет з уніфікації жестів»), у якій брав участь також радянський представник, на основі спільності мовленнєвих жестів глухих різних країн (були обрані або закріплені схожі жести з різних країн Європи) розробила протягом чверті століття загальну міжнародну систему жестового спілкування. Перший жестівник був опублікований у 1965 році і містив 300 жестових одиниць, в 1973 році Всесвітня федерація глухих видала жестівник «Жестуно: Міжнародна жестова мова глухих» (англ. Gestuno: International Sign Language of the Deaf); 3-е видання 1975 року включало вже 1470 жестів.
На VII Всесвітньому конгресі з проблем глухоти у Вашингтоні в 1975 р був прийнятий і затверджений (поряд з англійською та французькою, офіційними мовами Всесвітньої Федерації глухих) міжнародний жест — міжнародна жестова система комунікації, діюча в рамках Всесвітньої федерації глухих.

## Лексика

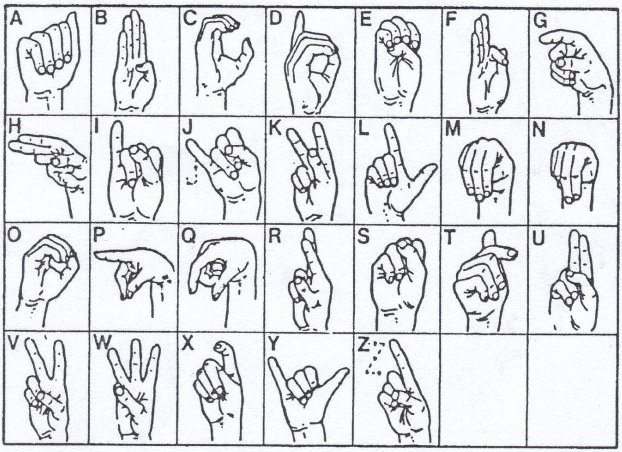
Міжнародна ручна абетка

Лексика міжнародного жесту є обмеженою та варіюється в залежності від користувача. Рівень володіння своєю рідною жестовою мовою та обізнаністю в інших національних жестових мовах впливає на лексичний запас користувача міжнародного жесту та якість комунікації.
Перекладач міжнародного жесту Білл Муді (Bill Moody) в статті 1994 року зауважив, що жестовий запас, використовуваний в умовах проведення конференцій, значною мірою сформований на базі жестових мов Західного світу та є менш зрозумілим для користувачів жестових мов країн Африки та Азії.

## Граматика
Міжнародна жестова комунікація з'явилася і розвивалася природним шляхом. Групою експертів ВФГ було зроблено спробу виявити стратегії спілкування з носіями іноземних жестових мов, у ході якої наголошувалося на використанні природних жестів, іконічних жестів, великої кількості повторень, використання малюнків і написів, граматичних і лексичних елементів національних жестових мов. Тому чим вільніше глухий володіє національним жестовою мовою, тим легше дається йому міжнародна жестовая комунікація.

## Літери та цифри

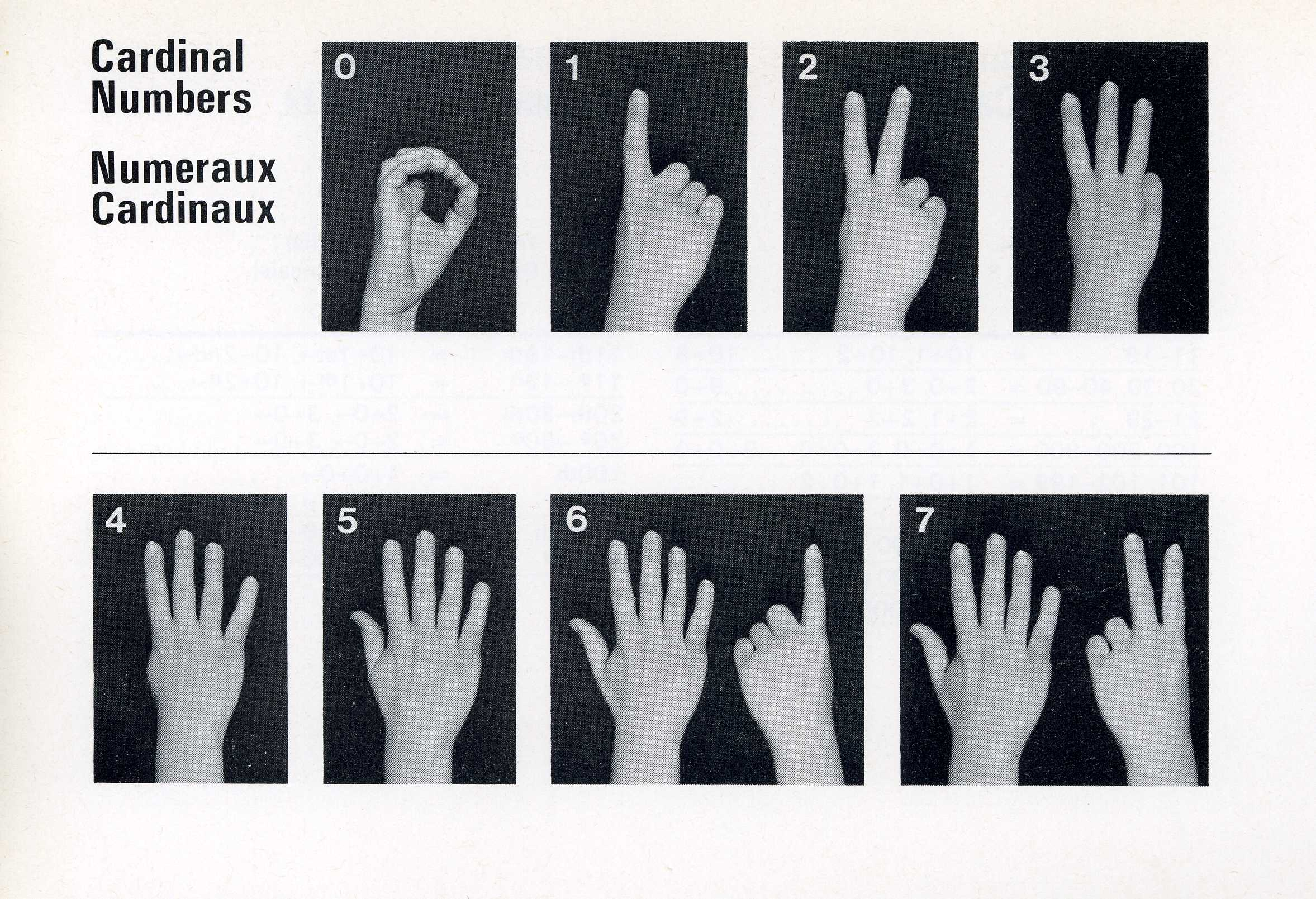
Кількісні числівники в міжнародному жесті

Ручна абетка використовується для дактилювання власних назв латиницею на основі одноручних систем дактилювання, поширених у Європі та Америці. В міжнародному жесті є спрощена усталена система чисел, яка відрізняється від систем чисел національних жестових мов.

## Топоніми та власні назви
Міжнародному жесту притаманне запозичення топонімів із національних жестових мов. Так, для позначення географічних об'єктів (територій, країн, міст тощо) в міжнародному жесті використовуються жестові ендоніми — жестові позначення географічних об'єктів, запозичені з жестових мов, якими спілкуються глухі на територіях, де розташовані ці географічні об'єкти. На відміну від міжнародного жесту, національним жестовим мовам здебільшого притаманне використання жестових екзонімів для зарубіжних географічних об'єктів — жестових позначень географічних об'єктів, що не вживаються відповідно глухим місцевим населенням.
Також в процесі спілкування або перекладу міжнародним жестом задля уникнення надмірного насичення мовленнєвого процесу дактилюванням та економії часу поширеним є використання жестових імен — ідентифікуючих референційованих жестів, що позначають конкретну людину.

## Приклади міжнародного жесту
- Цифрова версія видання «Жестуно: Міжнародна жестова мова глухих» [Архівовано 29 жовтня 2010 у Wayback Machine.]
- Лексика Міжнародного жесту в багатомовному словнику Spreadthesign [Архівовано 12 жовтня 2018 у Wayback Machine.]